# Seznam evroposlancev iz Romunije (2007–2009)
Seznam evroposlancev iz Romunije' v mandatu 2007-2009.

## Seznam

### A
- Roberta Alma Anastase, Demokratična stranka (Evropska ljudska stranka - Evropski demokrati)
- Alexandru Athanasiu, Socialna demokratična stranka (Stranka evropskih socialistov)

### B
- Tiberiu Bărbuleţiu, Narodna liberalna stranka (Skupina zavezništva liberalcev in demokratov za Evropo)
- Daniela Buruiană Aprodu, Stranka Velike Romunije (Identiteta/Suverenost/Transparentnost)

### C
- Silvia Ciornei, Konzervativna stranka Romunije (Skupina zavezništva liberalcev in demokratov za Evropo)
- Adrian Mihai Cioroianu, Narodna liberalna stranka (Skupina zavezništva liberalcev in demokratov za Evropo)
- Titus Corlăţean, Socialna demokratična stranka (Stranka evropskih socialistov)
- Dumitru Gheorghe Mircea Coşea, Narodna liberalna stranka (Skupina zavezništva liberalcev in demokratov za Evropo)
- Corina Creţu, Socialna demokratična stranka (Stranka evropskih socialistov)
- Gabriela Creţu, Socialna demokratična stranka (Stranka evropskih socialistov)

### D
- Vasile Dîncu, Socialna demokratična stranka (Stranka evropskih socialistov)
- Cristian Dumitrescu, Socialna demokratična stranka (Stranka evropskih socialistov)

### G
- Ovidiu Victor Ganţ, Demokratični forum Nemcev v Romuniji (Evropska ljudska stranka - Evropski demokrati)

### H
- Eduard Raul Hellvig, Konzervativna stranka Romunije (Skupina zavezništva liberalcev in demokratov za Evropo)

### I
- Monica Maria Iacob Ridzi, Demokratična stranka (Evropska ljudska stranka - Evropski demokrati)

### K
- Atilla Béla Ladislau Kelemen, Demokratična zveza Madžarov v Romuniji (Evropska ljudska stranka - Evropski demokrati)
- Sándor Konya-Hamar, Demokratična zveza Madžarov v Romuniji (Evropska ljudska stranka - Evropski demokrati)

### M
- Marian-Jean Marinescu, Demokratična stranka (Evropska ljudska stranka - Evropski demokrati)
- Eugen Mihăescu, Stranka Velike Romunije (Identiteta/Suverenost/Transparentnost)
- Dan Mihalache, Socialna demokratična stranka (Stranka evropskih socialistov)
- Viorica Georgeta Pompilia Moisuc, Stranka Velike Romunije (Identiteta/Suverenost/Transparentnost)
- Alexandru Ioan Morţun, Narodna liberalna stranka (Skupina zavezništva liberalcev in demokratov za Evropo)

### P
- Ioan Mircea Paşcu, Socialna demokratična stranka (Stranka evropskih socialistov)
- Maria Petre, Demokratična stranka (Evropska ljudska stranka - Evropski demokrati)
- Radu Podgorean, Socialna demokratična stranka (Stranka evropskih socialistov)
- Petre Popeangă, Stranka Velike Romunije (Identiteta/Suverenost/Transparentnost)

### S
- Daciana Octavia Sârbu, Socialna demokratična stranka (Stranka evropskih socialistov)
- Adrian Severin, Socialna demokratična stranka (Stranka evropskih socialistov)
- Ovidiu Ioan Silaghi, Narodna liberalna stranka (Skupina zavezništva liberalcev in demokratov za Evropo)
- Cristian Stănescu, Stranka Velike Romunije (Identiteta/Suverenost/Transparentnost)
- Károly Ferenc Szabó, Demokratična zveza Madžarov v Romuniji (Evropska ljudska stranka - Evropski demokrati)

### Ş
- Gheorghe Vergil Şerbu, Narodna liberalna stranka (Skupina zavezništva liberalcev in demokratov za Evropo)

### Ţ
- Silvia Adriana Ţicău, Socialna demokratična stranka (Stranka evropskih socialistov)
- Radu Ţîrle, Demokratična stranka (Evropska ljudska stranka - Evropski demokrati)

### V
- Adina Ioana Vălean, Narodna liberalna stranka (Skupina zavezništva liberalcev in demokratov za Evropo)